# Primo de Eisenstein
En matemáticas, un primo de Eisenstein es un entero de Eisenstein
w = aω + b
que es irreducible (o equivalentemente primo) en el sentido de la teoría de anillos: sus únicos divisores de Eisenstein son las unidades 1, 1+ω, ω, -1, -1-ω, -ω, y el propio aω + b y sus múltiplos wu, donde u es una unidad del anillo Z[ω] de los enteros de Eisenstein. Aquí ω es la raíz de la unidad en el sistema ℂ de los números complejos. O de otra manera es una solución de la ecuación z3 - 1= 0
{\displaystyle \omega ={\frac {-1+i{\sqrt {3}}}{2}}}
Deben su nombre al matemático alemán Ferdinand Eisenstein.
Los primos de Eisenstein son precisamente aquellos enteros de Eisenstein α que satisfacen una de las siguientes condiciones:
1. α es igual al producto de una de las unidades y 1-ω,
2. α es igual al producto de una de las unidades y un primo natural 3n-1,
3. α puede multiplicarse por un entero de Eisenstein de modo tal que el producto sea un primo natural 3n+1.

Los primeros enteros de Eisenstein iguales a un primo natural 3n-1 son:
2, 5, 11, 17, 23, 29, 41, 47, 53, 59, 71, 83, 89, 101, 107, 113, 131, 137.
listados como la (sucesión A003627 en OEIS). Algunos primos de Eisenstein no reales son
2+ω, 3+ω, 4+ω, 5+2ω, 6+ω, 7+ω, 7+3ω
El conjugado complejo de cualquier primo de Eisenstein es otro; multiplicando un primo de Eisenstein por cualquiera de las unidades 1, 1+ω, ω, -1, -1-ω, -ω también se obtiene un primo de Eisenstein. Excepto por la conjugación y los múltiplos de la unidad, los primos indicados más arriba junto con 2 y 5 son todos los primos de Eisenstein de valor absoluto menor o igual que 7.
En 2005, el mayor primo (real) de Eisenstein conocido es 27653·29167433+1, que a su vez es el quinto mayor primo conocido, descubierto por Gordon. Todos los primos mayores que este son primos de Mersenne, descubiertos por GIMPS. Los primos de Eisenstein reales son congruentes a 2 mod 3, y los de Mersenne (excepto el menor, 3) son congruentes a 1 mod 3.